# خوان ألونسو هرنانديز هرنانديز
خوان ألونسو هرنانديز هرنانديز (بالإسبانية: Juan Alonso Hernández Hernández)‏ هو سياسي مكسيكي، ولد في 15 نوفمبر 1960 في ولاية هيدالغو في المكسيك. حزبياً، نشط في الحزب الثوري المؤسساتي. وقد انتخب عضو مجلس النواب المكسيك.